# Riparovenator
Riparovenator („lovec říčního břehu“) byl rod spinosauridního teropodního dinosaura, žijícího v období spodní křídy (geologický věk barrem, asi před 130 až 125 miliony let) na území současné Velké Británie (ostrov Wight).

## Objev a popis
Fosilie tohoto dinosaura v podobě fragmentů lebky byly objeveny v sedimentech geologického souvrství Wessex. Typový druh Riparovenator milnerae byl formálně popsán v září roku 2021 spolu s blízce příbuzným rodem Ceratosuchops. Tento dravý dinosaurus žil patrně v okolí velkých říčních toků a živil se převážně rybami a dalšími vodními živočichy. Při jeho pojmenování byl také stanoven nový klad Ceratosuchopsini, do něhož spadají také rody Suchomimus a samotný Ceratosuchops. Druhové jméno dinosaura je poctou britské paleontoložce Angele Milnerové, která zemřela v roce popisu tohoto teropodního dinosaura.
Délka tohoto spinosaurida byla autory popisné práce odhadnuta na 7,7 metru, jednalo se tedy o středně velkého zástupce své skupiny.